# Nagroda Satelita za najlepsze efekty specjalne
Laureaci Satelity w kategorii najlepsze efekty specjalne:

## Lata 90
1996: Volker Engel, Douglas Smith – Dzień Niepodległości

nominacje:
- Jim Mitchell, Michael L. Fink, David Andrews – Marsjanie atakują!
- Scott Squires, Industrial Light & Magic – Ostatni smok
- John Knoll – Star Trek: Pierwszy kontakt
- Stefen Fangmeier – Twister

1997: Ken Ralston – Kontakt

nominacje:
- Rick Baker – Faceci w czerni
- Mark Stetson – Piąty element
- Robert Legato – Titanic
- Phil Tippett, Scott E. Anderson – Żołnierze kosmosu

1998: Ellen Somers – Między piekłem a niebem

nominacje:
- Richard R. Hoover, Pat McClung – Armageddon
- Animal Logic, Mill Film, Rhythm & Hues – Babe: Świnka w mieście
- Neil Corbould, Stefen Fangmeier, Roger Guyett – Szeregowiec Ryan
- Terry D. Frazee – Star Trek: Rebelia

1999: Jerome Chen, John Dykstra, Henry F. Anderson III, Eric Allard, Sony Imageworks – Stuart Malutki

nominacje:
- Peter Hutchinson, John Knox, Judith Weaver, Dennis Muren – Gwiezdne wojny: część I – Mroczne widmo
- Jim Mitchell, Joss Williams – Jeździec bez głowy
- Steve Courtley, Brian Cox, John Gaeta – Matrix
- John Andrew Berton Jr., Chris Corbould, Mark Freund, Steve Hamilton – Mumia
- Kyle Cooper, Imaginary Forces – Tytus Andronikus

## 2000-09
2000: John Nelson – Gladiator

nominacje:
- Pat McClung – Aniołki Charliego
- Kent Houston – Granice wytrzymałości
- Kevin Scott Mack – Grinch: Świąt nie będzie
- Richard Yuricich – Mission: Impossible II

2001: Chris Godfrey – Moulin Rouge!

nominacje:
- Robert Legato, Nick Davis, John Richardson, Roger Guyett – Harry Potter i Kamień Filozoficzny
- Jim Mitchell – Park Jurajski III
- Eric Brevig – Pearl Harbor
- Jim Rygiel, Richard Taylor, Alex Funke, Randall William Cook – Władca Pierścieni: Drużyna Pierścienia

2002: Jim Rygiel, Joe Letteri, Randall William Cook, Alex Funke – Władca Pierścieni: Dwie wieże

nominacje:
- Michael J. McAlister – Droga do zatracenia
- R. Bruce Steinheimer, Michael Owens, Edward Hirsh, Jon Alexander – Gangi Nowego Jorku
- Scott Farrar – Raport mniejszości
- John Dykstra – Spider-Man

2003: Stefen Fangmeier, Nathan McGuinness, Robert Stromberg, Daniel Sudick – Pan i władca: Na krańcu świata

nominacje:
- Howard Berger, Gregory Nicotero – Kill Bill
- Jeffrey A. Okun – Ostatni samuraj
- John Knoll – Piraci z Karaibów: Klątwa Czarnej Perły
- Pablo Helman, Danny Gordon Taylor, Allen Hall, John Rosengrant – Terminator 3: Bunt maszyn
- Jim Rygiel, Joe Letteri, Randall William Cook, Alex Funke – Władca Pierścieni: Powrót króla

2004: nagroda ex aequo
- Robert Legato, Peter G. Travers, Matthew Gratzner, R. Bruce Steinheimer – Aviator
- Andy Brown, Kirsty Millar – Dom latających sztyletów

nominacje:
- Stephen Lawes, Scott E. Anderson, Darin Hollings – Sky Kapitan i świat jutra
- John Dykstra, Scott Stokdyk, Anthony LaMolinara, John Frazier – Spider-Man 2
- John E. Sullivan – Zakładnik
- Michele Ferrone, Louis Morin – Zakochany bez pamięci

2005: John Knoll, Roger Guyett, Rob Coleman, Brian Gernand – Gwiezdne wojny: część III – Zemsta Sithów

nominacje:
- Tom Wood – Królestwo niebieskie
- Frankie Chung – Kung fu szał
- Robert Rodriguez – Sin City: Miasto grzechu
- Dennis Muren, Pablo Helman, Randy Dutra, Daniel Sudick – Wojna światów

2006: John Knoll, Hal T. Hickel – Piraci z Karaibów: Skrzynia umarlaka

nominacje:
- Kevin Ahern – Kod da Vinci
- Everett Burrell, Edward Irastorza – Labirynt fauna
- Michael Owens, Matthew E. Butler, Bryan Grill, Steve Riley – Sztandar chwały
- Dan Glass – V jak vendetta
- John Bruno – X-Men: Ostatni bastion
- Jeremy Dawson, Dan Schrecker – Źródło

2007: Chris Watts, Grant Freckelton, Derek Wentworth, Daniel Leduc – 300

nominacje:
- Rob Engle, Jerome Chen, Sean Phillips, Kenn McDonald, Michael Lantieri – Beowulf
- Scott Farrar – Transformers
- Peter Chiang, Charlie Noble, David Vickery, Mattias Lindahl – Ultimatum Bourne’a
- Thomas Schelesny, Matt Jacobs, Tom Gibbons – Zaczarowana
- Michael L. Fink – Złoty kompas

2008: Chris Godfrey, James E. Price, Diana Giorgiutti – Australia

nominacje:
- Chris Corbould, Kevin Tod Haug – 007 Quantum of Solace
- Jeffrey A. Okun – Dzień, w którym zatrzymała się Ziemia
- John Nelson, Shane Mahan, Dan Sudek, Ben Snow – Iron Man
- Nick Davis, Chris Corbould, Tim Webber, Paul J. Franklin – Mroczny rycerz

2009: Volker Engel, Marc Weigert, Mike Vézina – 2012

nominacje:
- Robert Habros, Charlie Bradbury, Stephen Pepper, Winston Helgason – Dystrykt 9
- Tim Ledbury – Fantastyczny pan Lis
- John Paul Docherty, Richard Bain – Parnassus
- Scott Farrar, Scott Benza, Wayne Billheimer, John Frazier – Transformers: Zemsta upadłych
- Craig Hayes – Trzy Królestwa

## 2010-19
2010: Ken Ralston, Dave Schaub, Carey Villegas, Sean Phillips – Alicja w Krainie Czarów

nominacje:
- James Winnifrith, Adam Gascoyne, Tim Caplan – 127 godzin
- Paul J. Franklin, Chris Corbould, Andrew Lockley, Peter Bebb – Incepcja
- Janek Sirrs, Ben Snow, Ged Wright – Iron Man 2
- Grant Freckelton, Chris Bone, Craig Welsh – Legendy sowiego królestwa: Strażnicy Ga’Hoole
- Nathan McGuinness, Paul O’Shea – Niepowstrzymany